# قمشلو (أرومية)
قمشلو هي قرية في مقاطعة أرومية، إيران. يقدر عدد سكانها بـ 150 نسمة بحسب إحصاء 2016.